# Allégorie de l'occasion
L’Allégorie de l'occasion est un tableau de 48,5 × 66,5 cm sur cuivre attribué à l'atelier de Frans II Francken (1628). Il est conservé au Musée d'art et d'archéologie du Périgord à Périgueux (numéro d'inventaire B.59).

## Provenance
Cette œuvre fait partie du legs d'Antoine-Astier Albéric de Saint-Astier de 1891, château des Bories à Antonne, Dordogne.

## Sujet
Ce sujet rare a été décrit par Callistrate. Sur le socle de la statue une inscription dont voici une traduction : Refuse de laisser fuir l'aventure que tu sais avantageuse, l'occasion a un front largement couvert de cheveux mais elle est chauve par derrière.
Il s'agirait en fait d'un hommage au shah de Perse Abbas Ier le Grand.
Une gravure de Gilles Sadeler d'après le peintre allemand Christoph Schwartz porte le même titre.